# Clase Connecticut
La clase Connecticut fue la penúltima clase de acorazados tipo pre-dreadnought construida por la Armada de los Estados Unidos. Estaba conformada por seis embarcaciones: Connecticut, Lousiana, Vermont, Kansas, Minnesota y New Hampshire, que fueron construidas entre 1903 y 1908. Estaban armadas con una batería ofensiva mixta de cañones de 305 mm, 203 mm, y 178 mm. Esta configuración quedó obsoleta con la llegada de los acorazados de grandes cañones, como el HMS Dreadnought británico, que estuvo terminado antes de que la mayoría de los Connecticut entrara en servicio.
Sin embargo, las embarcaciones tuvieron carreras activas. Las primeras cinco formaron parte del crucero de circunnavegación de la Gran Flota Blanca, de 1907 a 1909; el New Hampshire aún no entraba en servicio. De 1909 en adelante, sirvieron como caballos de batalla con la flota del Atlántico, realizando ejercicios de entrenamiento y, mostrando presencia militar en Europa y Centroamérica. En la década de 1910, al estallar diversos conflictos en México y algunos países centroamericanos, las embarcaciones se vieron involucradas en acciones de patrullaje en la región. La más significativa, fue la intervención estadounidense durante la Revolución Mexicana, con la ocupación del puerto de Veracruz, en abril de 1914.
Durante la participación de los Estados Unidos en la Primera Guerra Mundial, los acorazados clase Connecticut fueron usados para entrenar marineros para la flota de guerra. A finales de 1918, comenzaron a escoltar convoyes a Europa y, para septiembre de ese año, el Minnesota resultó seriamente dañado por una mina colocada por el submarino alemán SM U-117. Después de la guerra, fueron usados para regresar de Francia a los soldados estadounidenses y después como buques escuela. Con el tratado naval de Washington, que ordenaba importantes reducciones del armamento naval, se acortó la carrera de las embarcaciones. En dos años, los seis navíos fueron desguazados.

## Antecedentes
La victoria de Estados Unidos en la guerra hispano-estadounidense, en 1898, tuvo un impacto dramático en el diseño de los acorazados, ya que se había resuelto la cuestión del papel de la flota, es decir, si debería centrarse en la defensa costera, o en operaciones en alta mar. La capacidad de la flota para realizar operaciones ofensivas en el extranjero demostró la necesidad de una poderosa flota de acorazados. Como resultado, el Congreso de los Estados Unidos estuvo dispuesto a autorizar la construcción de embarcaciones más grandes. El trabajo de diseño de lo que se convertiría en la clase Connecticut comenzó en 1901. El secretario de la Armada presentó a la Junta de Construcción una solicitud para el diseño de un nuevo acorazado, el 6 de marzo. Entre los problemas considerados, estaba el acomodo y ubicación de la batería secundaria. El diseño previo, la clase Virginia, tenía colocados algunos de sus cañones secundarios en torretas fijas encima de las torretas de la batería principal, como una manera de ahorrar peso. A la Junta no le gustaba esta disposición, ya que algunos de sus miembros argumentaban que cañones en casamatas podrían ser disparados más rápido. Además, los Virginia tenían montados una batería mixta secundaria de cañones de 152 mm y de 203 mm; la Oficina de Artillería (BuOrd) había presentado recientemente un cañón de disparo rápido de 178 mm, que era más potente que los de 152 mm y se disparaba más rápido que los de 203 mm.
El diseño inicial de la clase Connecticut propuesta por la BuOrd, incluía una batería secundaria de veinticuatro cañones de 178 mm y el mismo número de cañones de 76 mm para la defensa contra buques torpederos. La disposición del blindaje era más exhaustiva pero delgada y, el desplazamiento se incrementó a 15 560 toneladas largas. La BuOrd determinó que una forma de casco más fina y larga, junto con un pequeño aumento en la potencia del motor, mantendría la velocidad estándar de 19 nudos (35 km/h). La Oficina de Construcción y Reparaciones (C&R) propuso una embarcación más parecida a la clase Virginia, con las mismas torretas de dos niveles y una batería secundaria de 152 mm y 203 mm, con un desplazamiento de 15 860 toneladas largas. Este diseño presentaba solo ocho cañones de 76 mm, lo que fue considerado totalmente insuficiente para defender al navío de pequeñas embarcaciones.
En noviembre, la BuOrd acordó un diseño que incorporaba una batería secundaria de ocho cañones de 203 mm en cuatro torretas gemelas ubicadas en la sección media de la embarcación y, doce cañones de 178 mm en casamatas. Se tomó la decisión de mantener los cañones de 203 mm, en mayor parte por la experiencia obtenida tres años antes, en la guerra hispano-estadounidense. Los oficiales de la Armada habían quedado impresionados con el desempeño del cañón en la batalla naval de Santiago de Cuba; a pesar de lograr 13 impactos de 309 proyectiles disparados, el cañón tenía una trayectoria plana y buen alcance para su tamaño. La protección del blindaje se mejoró con respecto al diseño de la BuOrd, con un cinturón blindado más grueso y protección en las casamatas, aunque a expensas de un blindaje más delgado cubriendo las barbetas que sostenían las torretas de los cañones. Los diseñadores calcularon que, dado que las barbetas estaban detrás del cinturón y de un mamparo transversal, se podía ahorrar peso reduciendo el nivel de protección directa.
Las últimas cuatro embarcaciones, comenzando con el Vermont, recibieron apenas una protección blindada mejorada; y el último, el New Hampshire, tuvo mayores mejoras. Los seis navíos clase Connecticut fueron los acorazados tipo pre-dreadnought más poderosos construidos por la Armada de los Estados Unidos y, se comparaban bien con los diseños extranjeros contemporáneos. Sin embargo, se volvieron obsoletos casi de inmediato debido a la llegada del acorazado de grandes cañones HMS Dreadnought británico. Los dos siguientes acorazados, de clase Mississippi, fueron construidos al mismo tiempo con un diseño basado en los Connecticut, pero significativamente más pequeños.

## Diseño

### Características generales

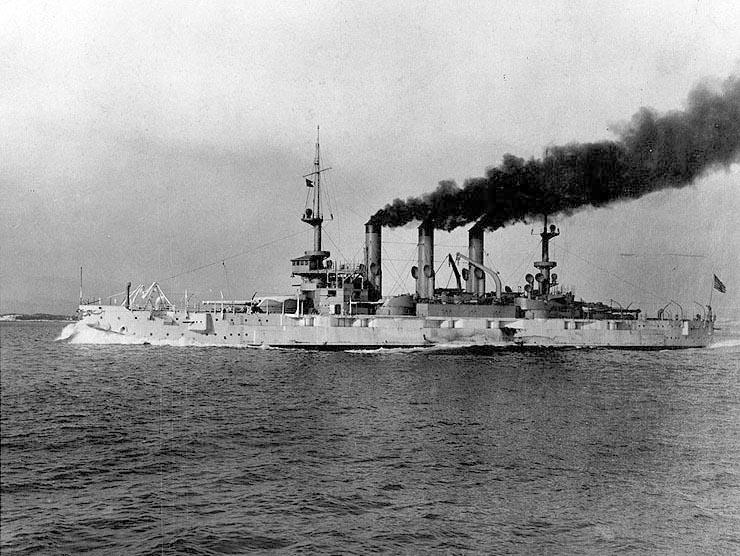
El Kansas efectuando una prueba de velocidad.

Los acorazados clase Connecticut tenían 140 m de eslora de flotación y 139 m de eslora total. Tenían una manga de 23.42 m y, un calado de 7.47 m. El francobordo delantero era de 6.25 m. Desplazaban 16 000 toneladas largas a carga normal y, 17 666 toneladas largas a carga máxima. Las embarcaciones tenían una cubierta nivelada y eran mejores navíos que los diseños anteriores, muchos de los cuales tenían poca estabilidad. Tenían una altura metacéntrica de 1.41 m. Tal como fueron construidas, las embarcaciones fueron equipadas con dos mástiles pesados, pero fueron rápidamente reemplazados por mástiles de celosía en 1909. Contaban con una tripulación de 45 oficiales y 785 hombres.
Las embarcaciones eran propulsadas por motores de vapor de triple expansión de dos ejes, con vapor proporcionado por doce calderas de carbón Babcock & Wilcox. Los motores tenían una potencia de 16 500 caballos de fuerza indicado (12 300 kW), y generaban una velocidad máxima de 18 nudos (33 km/h). Las calderas fueron canalizadas en tres chimeneas estrechamente espaciadas en la sección media de los navíos. Los primeros cinco acorazados fueron equipados con ocho generadores eléctricos de 100 kilovatios (130 hp), mientras que el New Hampshire tenía cuatro de estos generadores y dos de 200 kW (270 hp). Todas las embarcaciones tenían una potencia combinada de 800 kW (1100 hp); esta era la potencia de salida más alta que en cualquier otro buque de guerra estadounidense construido hasta ese momento. La dirección se controlaba con un solo timón. El radio de giro de las embarcaciones era de 570 m a una velocidad de 12 nudos (22 km/h).
En pruebas, las embarcaciones excedieron ligeramente su velocidad de diseño, siendo el Minnesota el más rápido, con 18.85 nudos (34.91 km/h). Las embarcaciones transportaban normalmente 900 toneladas largas de carbón, pero podían usarse espacios adicionales como carboneras, aumentando la capacidad de almacenamiento entre 2249 a 2405 toneladas largas para cada navío. A velocidad crucero de 10 nudos (19 km/h), las embarcaciones podían navegar 6620 millas náuticas (12 260 km), aunque los motores del New Hampshire eran más eficientes, permitiéndole navegar 7590 millas (14 060 km) a la misma velocidad.

### Armamento

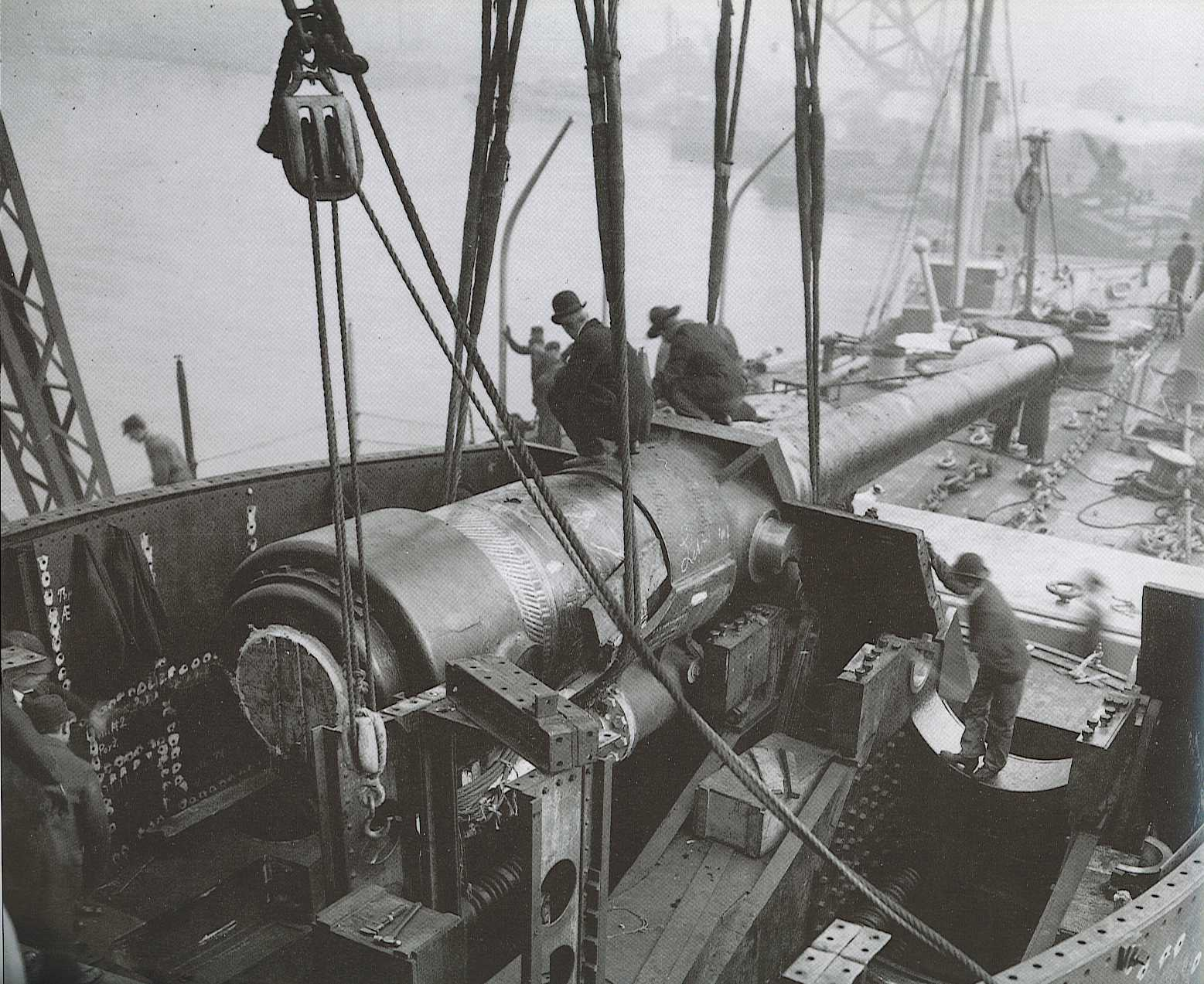
Instalación de un cañón de proa de 305 mm, en el USS Connecticut

Las embarcaciones estaban armadas con una batería principal de cuatro cañones calibre 305 mm/45 serie 5 en dos torretas dobles en la línea central, una en la proa y otra en la popa, como era típico en los acorazados de esa época. Los cañones disparaban proyectiles de 390 kg, a una velocidad de salida de 820 m/s. Las torretas eran montajes serie 6, que permitían recargar en todos los ángulos de elevación. Estos montajes se podían elevar hasta 20° y bajar hasta -5º. Cada cañón era suministrado con sesenta proyectiles. Los cargadores del New Hampshire fueron reorganizados en comparación con los de sus naves hermanas, lo que le permitía cargar 20 por ciento más proyectiles de 305 mm y 178 mm, aunque bajo condiciones normales, llevaba la misma carga.
La batería secundaria consistía en ocho cañones calibre 203 mm/45 y doce cañones calibre 178 mm/45; esta batería mixta probó ser problemática, ya que no podían distinguirse las salpicaduras de los dos tipos de proyectiles en el agua. Los cañones de 203 mm estaban montados en cuatro torretas gemelas serie 12 en la sección central de la nave y, los cañones de 178 mm estaban colocados en casamatas en el casco. Los cañones de 203 mm eran tipo serie 6 y, disparaban proyectiles de 120 kg a una velocidad de salida de 840 m/s. Los cañones de 178 mm disparaban proyectiles de 75 kg a 823 m/s. Estos cañones fueron retirados posteriormente durante la Primera Guerra Mundial y convertidos en cureñas con tracción oruga en Francia. La dotación por cañón era de 100 proyectiles para cada calibre.
Para la defensa de corto alcance contra buques torpederos, contaban con veinte cañones calibre 76 mm/50 montados en casamatas a lo largo del costado del casco, y doce cañones de 47 mm de 3 libras. Contaban también con cuatro cañones de 37 mm de 1 libra. Como estándar para los buques capitales de esa época, los clase Connecticut tenían 4 tubos lanzatorpedos de 533 mm sumergidos a los costados del casco. Cada navío llevaba un total de 16 torpedos. Inicialmente, estaban equipados con el diseño Bliss-Leavitt serie 1, pero fueron rápidamente reemplazados por la serie 2, diseñada en 1905. La serie 2 llevaba una ovija de 94 kg, y tenía un alcance de 3200 m a una velocidad de 26 nudos (48 km/h).

### Blindaje
El cinturón blindado principal de las dos primeras embarcaciones tenía un grosor de 279 mm sobre los espacios de la maquinaria, y se reducía a 229 mm por encima de las torretas de la batería principal. Esta parte del cinturón tenía 61 m de largo y 3 m de ancho. En ambos extremos del navío, el cinturón se adelgazaba, primero a 178 mm, luego a 127 mm y, finalmente a 102 mm en la proa y la popa. Los cinturones de las cuatro embarcaciones restantes se redujo a 229 mm uniformes entre la batería principal, sin ningún cambio en los extremos. La cubierta blindada era de 38 mm en la sección central de las embarcaciones, donde estaba parcialmente protegida por el cinturón y el blindaje de las casamatas. Tenían costados inclinados de 76 mm de grosor, que se conectaban con el borde inferior del cinturón. La cubierta se incrementó a 76 mm en proa y popa, donde estaba directamente expuesta al fuego de artillería, también con costados inclinados de 76 mm de grosor. El cinturón del New Hampshire era ligeramente más corto para permitir una cubierta más gruesa sobre los cargadores. Cada torre de mando de las embarcaciones tenía 229 mm de grosor a los costados y 51 mm en el techo.
Las torretas de la batería principal tenían superficies de 279 mm de grosor, con 229 mm en los costados, y 64 mm en los techos. Las barbetas secundarias tenían 254 mm de blindaje, que se reducía a 152 mm. Las torretas secundarias tenían un blindaje frontal de 165 mm, con 152 mm a los costados y 51 mm en los techos. Sus barbetas tenían un blindaje de 152 mm en los costados exteriores y 102 mm en los interiores. Las casamatas de los cañones de 178 mm tenían un grosor de 178 mm y, por debajo de las portas, las casamatas se reducían ligeramente a 152 mm. Para las últimas cuatro embarcaciones, los ahorros en el peso obtenidos al reducir el grosor del cinturón se utilizaron para incrementar el blindaje inferior de las casamatas a 178 mm. El blindaje para los cañones de 76 mm era de 51 mm de grosor. Los cañones de 179 mm estaban divididos por mamparos fraccionados, que tenían de 38 a 64 mm de grosor para evitar que un impacto de proyectil inutilizara varios cañones.

## Embarcaciones
| Nombre        | Número de casco | Astillero                         | Puesta de quilla      | Botado                   | Asignado                 | Dado de baja | Destino                                                    |
| ------------- | --------------- | --------------------------------- | --------------------- | ------------------------ | ------------------------ | ------------ | ---------------------------------------------------------- |
| Connecticut   | BB-18           | Astillero Naval de Brooklyn       | 10 de marzo de 1903   | 29 de septiembre de 1904 | 29 de septiembre de 1906 | 1924         | Desguazados como resultado del tratado naval de Washington |
| Louisiana     | BB-19           | Newport News Shipbuilding Company | 7 de febrero de 1903  | 27 de agosto de 1904     | 2 de junio de 1906       | 1924         | Desguazados como resultado del tratado naval de Washington |
| Vermont       | BB-20           | Fore River Shipyard               | 21 de mayo de 1904    | 31 de agosto de 1905     | 4 de marzo de 1907       | 1924         | Desguazados como resultado del tratado naval de Washington |
| Kansas        | BB-21           | New York Shipbuilding Corporation | 10 de febrero de 1904 | 12 de agosto de 1905     | 18 de abril de 1907      | 1924         | Desguazados como resultado del tratado naval de Washington |
| Minnesota     | BB-22           | Newport News Shipbuilding Company | 27 de octubre de 1903 | 8 de abril de 1905       | 9 de marzo de 1907       | 1924         | Desguazados como resultado del tratado naval de Washington |
| New Hampshire | BB-25           | New York Shipbuilding Corporation | 1 de mayo de 1905     | 30 de junio de 1906      | 19 de marzo de 1908      | 1924         | Desguazados como resultado del tratado naval de Washington |

## Historial de servicio

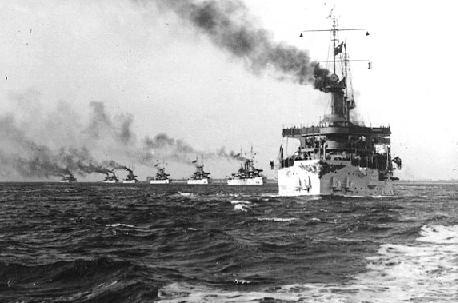
El USS Connecticut liderando la Gran Flota Blanca, en 1907.

Los seis acorazados de la clase sirvieron con la flota del Atlántico durante su servicio. Las primeras cinco embarcaciones formaron parte del crucero de circunnavegación de la Gran Flota Blanca, de 1907 a 1909. La flota dejó Hampton Roads el 16 de diciembre de 1907 y navegó al sur, rodeó Sudamérica y regresó al norte hacia la costa oeste de Estados Unidos. Cruzaron entonces el Pacífico y se detuvieron en Australia, Filipinas y Japón antes de continuar a través del océano Índico. Transitaron por el canal de Suez y recorrieron el Mediterráneo antes de cruzar el Atlántico, llegando a la costa de Hampton Roads el 22 de febrero de 1909. El New Hampshire, que no había sido completado a tiempo para formar parte de la travesía, se unió a la flota durante un pase de revista naval para el presidente Theodore Roosevelt.
Las embarcaciones comenzaron una rutina de entrenamiento en tiempos de paz en la costa este de los Estados Unidos y el Caribe, que incluía entrenamiento de artillería frente a los cabos de Virginia, cruceros de entrenamiento en el Atlántico y, ejercicios de invierno en aguas de Cuba. A finales de 1909, las seis embarcaciones cruzaron el Atlántico para visitar puertos británicos y franceses. El Lousiana y el Kansas hicieron otro viaje a Europa a inicios de 1911. Cuando comenzaron a estallar conflictos políticos en México y varios países de Centroamérica en la década de 1910, las embarcaciones incrementaron su actividad en la región. Los seis acorazados se vieron involucrados en la Revolución Mexicana con la ocupación del puerto de Veracruz, en abril de 1914; el Vermont y el New Hampshire se encontraban entre los navíos que contribuyeron al desembarco durante la ocupación inicial de la ciudad. 
En julio de 1914, estalló la Primera Guerra Mundial en Europa; Estados Unidos permaneció neutral durante los primeros tres años de la guerra. Las tensiones con Alemania llegaron a un punto crítico en 1917, después de la campaña de guerra submarina indiscriminada alemana, que hundió varios barcos mercantes estadounidenses en aguas europeas. El 6 de abril de 1917, Estados Unidos le declaró la guerra a Alemania. Los acorazados clase Connecticut fueron inicialmente usados para entrenar artilleros y personal de sala de máquinas, que serían necesarios para la rápida expansión de la flota en tiempos de guerra. En junio de 1918, el New Hampshire y el Lousiana se vieron involucrados en un grave accidente de artillería, donde los artilleros de la primera embarcación impactaron accidentalmente a la segunda, dejando como saldo un muerto y varios heridos. El mes siguiente, el Lousiana fue usado para poner a prueba el reloj Argo del empresario y periodista Arthur Pollen, el primer sistema de control de fuego en usar una computadora analógica para calcular soluciones de disparo.

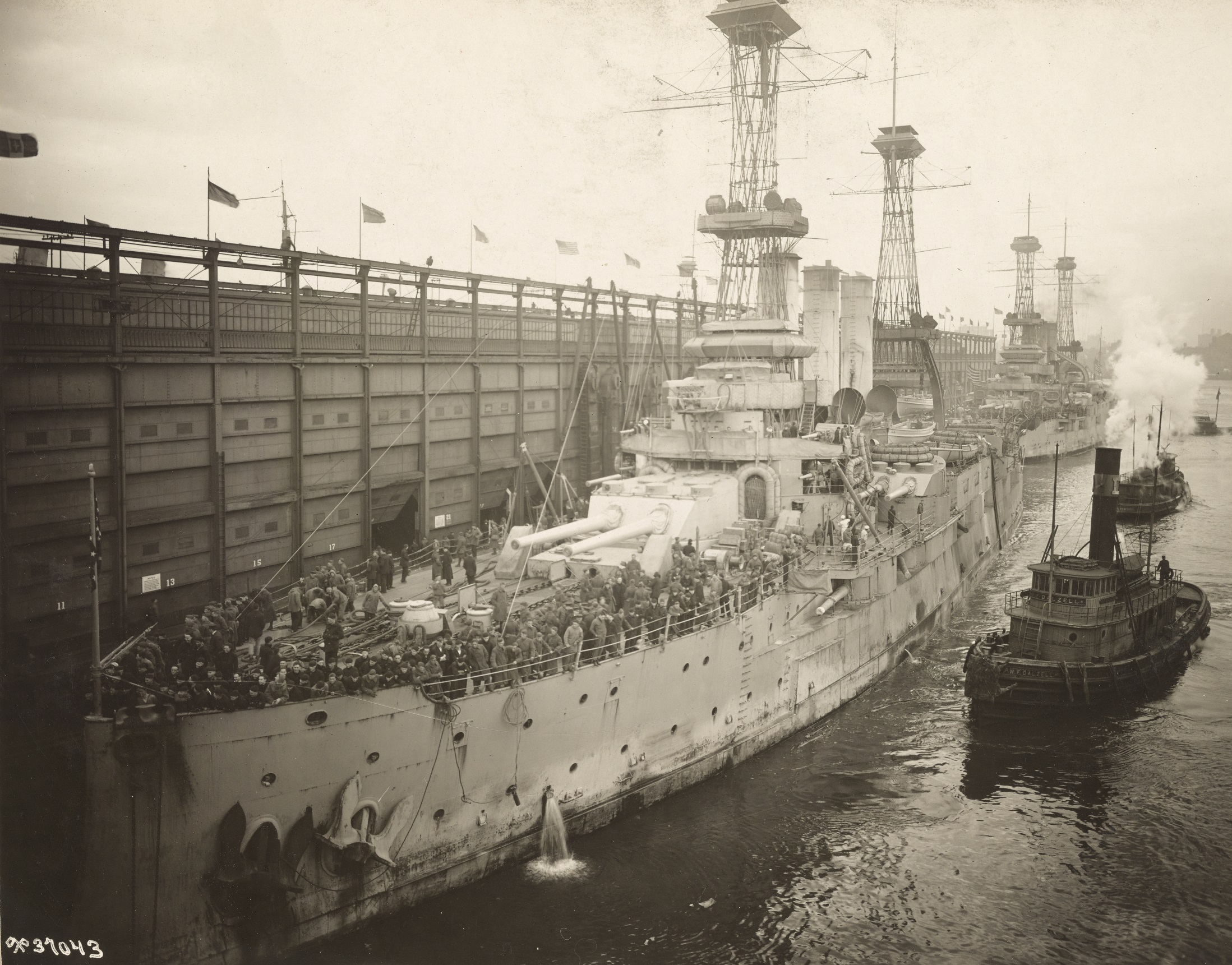
El Louisiana y el New Hampshire retornando tropas estadounidenses en 1919, muelle 4, Hoboken, Nueva Jersey

Desde finales de 1918, las embarcaciones fueron usadas para escoltar convoyes a mitad de camino a través del Atlántico. A finales de septiembre, el Minnesota golpeó una mina marina colocada por el submarino alemán U-117, causando serios daños que lo mantuvieron fuera de servicio por cinco meses. El servicio del convoy fue interrumpido por la rendición de Alemania en noviembre; a partir de entonces, los Connecticut fueron usados para transportar a los soldados estadounidenses de los campos de batalla de Francia. Esta tarea fue completada a mediados de 1919. Las embarcaciones operaron brevemente como buques escuela a principios de la década de 1920, aunque según los términos del tratado naval de Washington, fueron vendidos como chatarra en 1924 y desguazados.